# Young Vivian

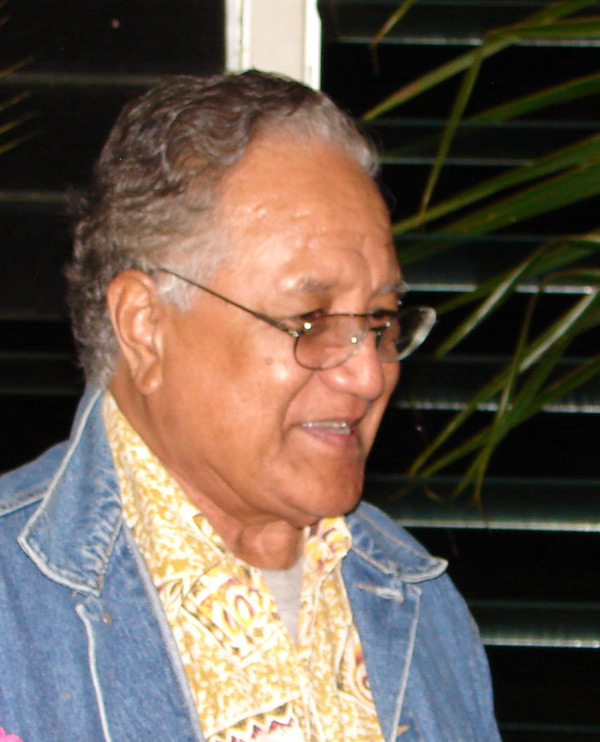
Young Vivian (2006)

Mititaigimimene Young Vivian (* 12. November 1935) war vom 1. Mai 2002 bis 18. Juni 2008 Premierminister des Pazifikstaates Niue. Er trat dieses Amt an, nachdem seine Partei, die Niue People’s Party (NPP) die Parlamentswahlen am 21. April 2002 gewonnen hatte. Bei der Wahl stimmten 14 der Abgeordneten für ihn, sein unabhängiger Gegenkandidat Hunukitama Hunuki erhielt nur sechs Stimmen.
Vivian bekleidete dieses Amt bereits einmal kommissarisch vom 12. Dezember 1992 bis zum 9. März 1993 nach dem Tod von Premierminister Robert Rex.
Während seiner politischen Laufbahn war Vivian zwischen 1979 und 1982 drei Jahre lang Generalsekretär der Pazifischen Gemeinschaft.
Sein Nachfolger als Premierminister war Toke Talagi.